# 马家湾站
马家湾站是陇海铁路下行线上的一座铁路车站，位于陕西省宝鸡市陈仓区拓石镇马家湾村。该站是2003年宝天二线建设时新增的越行站，隶属于西安铁路局宝鸡车务段。车站不办理货运业务；客运仅有8359次通勤列车单向停靠，不办理联网售票（该站到发的车票亦无法通过联网售票系统购买），乘客需要上车补票。

## 概况
车站站场呈南北走向（略偏西南—东北走向），设股道2条（其中正线1股，侧线1股），侧线岔出于正线左，站房设于线左，侧线外方，有短站台1座。车站无专用客货运设施，上下行区间均为单线，区间及站内均已电气化。上行正线在站场东侧以区间形式蜿蜒通过，相距仅数十米，两线间无连接。

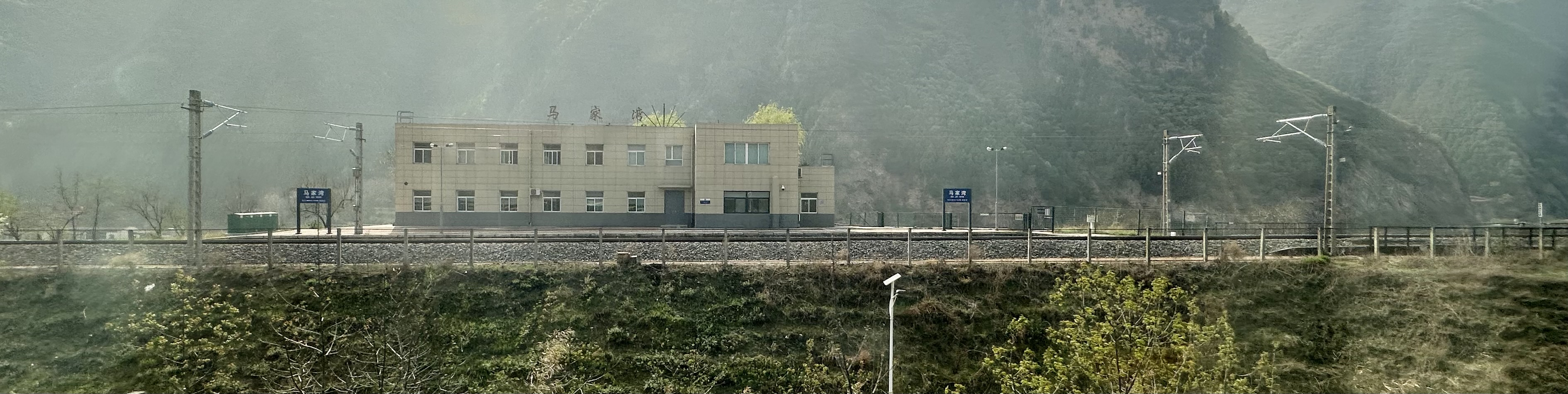
2024年4月，车站全景